# Prix du Zorba
Le prix du Zorba est un prix littéraire français récompensant des auteurs d'expression française, créé par Côme Martin-Karl en 2012. Ce prix se définit comme « l'anti-Goncourt », il élit le « livre le plus excessif, hypnotique et excitant » de l’année.

## Historique
L'écrivain Côme Martin-Karl  crée le prix du Zorba en 2012. Le jury composé d'écrivains, DJ et journalistes récompense « un livre excessif, hypnotique et excitant, pareil à une nuit sans dormir ». Ce prix se veut anti-conformiste : « Tous les prix littéraires ont lieu rive gauche, dans le VIe arrondissement, à Saint-Germain… On voulait un prix différent, un prix ‘rive droite’ ».

## Membres actuels du jury
Les membres actuels du jury du prix du Zorba sont :
- Côme Martin-Karl (fondateur, président du jury)
- Philippe Azoury (Grazia, Discipline in Disorder)
- Romain Charbon (Brain Magazine)
- Alexis Ferroyer (Ministère de l'Intérieur)
- Diane Jacqus (Le Baron)
- Benjamin Lafore (Martinez Barat Lafore Architectes)
- Thomas Lévy-Lasne (Galerie Backlash)
- Pipi de Frèche (Flash Cocotte, Trou aux Biches)
- Esmé Planchon (Travlator$, Casterman)
- Monica Sabolo (Prix de Flore 2013)
- Ivan Smagghe (Kill the DJ, Discipline in Disorder)
- Claire Touzard (Grazia)
- Florence Willaert (Vice)

## Récompense
La récompense est historiquement remise au lauréat au bar Le Zorba, dans le quartier Belleville à Paris, le dimanche qui suit celui du Goncourt à 6h du matin. Le prix est doté de 500 euros.

## Lauréats
| Année |  | Auteur              | Ouvrage                     | Éditeur (x fois) | Réf.   |
| ----- |  | ------------------- | --------------------------- | ---------------- | ------ |
| 2012  |  | Charles Pennequin   | Pamphlet contre la mort     | P.O.L            | [ 5 ]  |
| 2013  |  | Mathieu Lindon      | Une vie pornographique      | P.O.L (2)        | [ 6 ]  |
| 2014  |  | Aurélien Bellanger  | L’Aménagement du territoire | Gallimard        | [ 7 ]  |
| 2015  |  | Alexandre Civico    | La Terre sous les ongles    | Rivages          | [ 8 ]  |
| 2017  |  | Jakuta Alikavazovic | L'Avancée de la nuit        | L'Olivier        | [ 9 ]  |
| 2018  |  | Nathalie Quintane   | Un œil en moins             | P.O.L (3)        | [ 10 ] |